# St. Ewaldi (Aplerbeck)

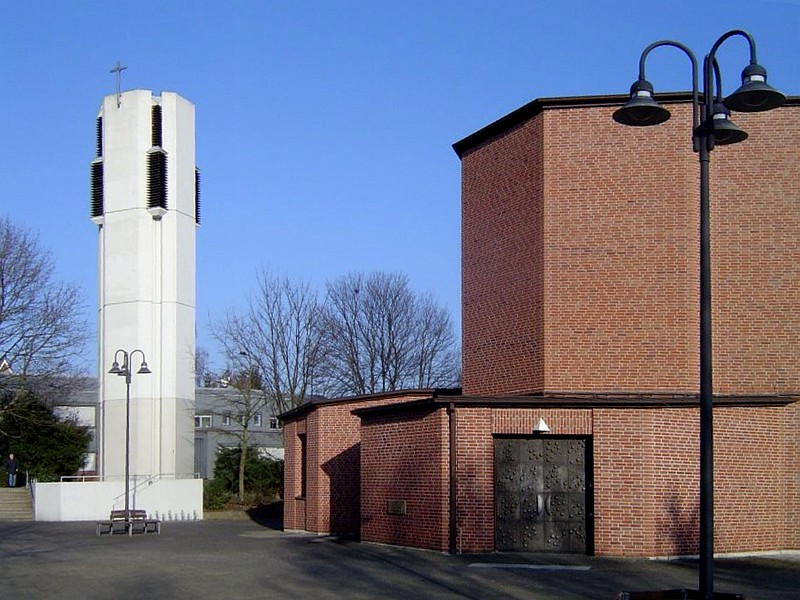
St.-Ewaldi-Kirche mit Glockenturm

St. Ewaldi Aplerbeck ist eine römisch-katholische Pfarrkirche im Dortmunder Stadtteil Aplerbeck. Die Pfarrei St. Ewaldi Aplerbeck gehört zur gleichnamigen Gesamtpfarrei St. Ewaldi Dortmund im Erzbistum Paderborn. Kirchenpatrone sind die Brüder Ewaldi, die der Überlieferung nach im ausgehenden 7. Jahrhundert hier in Aplerbeck als Märtyrer gestorben sein sollen.

## Geschichte

Die alte St. Ewaldikirche mit Pfarrhaus

Mit Beginn der Industrialisierung etwa ab 1850 zogen viele katholische Familien nach Aplerbeck. Da die Aplerbecker seit der Reformation dem protestantischen Glauben anhingen, fehlte den Neubürgern eine eigene Gemeinde mit einer Kirche. Die Gemeinde versuchte zuerst die zu diesem Zeitpunkt stark verfallene Georgskirche zu kaufen. Nachdem dies gescheitert war, kaufte die Gemeinde am 1. Januar 1867 einen Kötterhof als Missionszentrum. Dieser wurde umgebaut und aus der Scheune sollte der Betsaal entstehen. Bevor die Räume jedoch richtig benutzt werden konnten, brannte die Scheune und das Dach des Kotten am 23. Oktober 1867 aus. Zum Glück für die Gemeinde war die Feuerversicherung zwei Tage vorher abgeschlossen worden.
Mit der Fertigstellung der Notkirche an der Marsbruchstraße im Jahre 1868 entstand ein zweistöckiges Gebäude mit einem Dachreiter, zwei Schulräumen und einem Betsaal. Somit hatte die Gemeinde ein erstes Zuhause, aber auch große Schulden. Der Kauf und die Renovierung des Kottens kostete die Gemeinde 8.700 Reichstaler. Trotz des Geldes der Feuerversicherung und der Spendenbereitschaft der Gemeindemitglieder blieb ein Schuldenberg von 6.900 Reichstalern. Die Schule der Gemeinde startete 1868 mit 75 Kindern, 1870 besuchten bereits 247 Kinder die Schule.

### Die erste St.-Ewaldi-Kirche von 1880
Der Wunsch der Gemeinde nach einer richtigen Kirche blieb. 1873 wurde ein 68 a (6800 m²) großes Grundstück in zentraler Lage von der Gemeinde erworben. Die Neuromanisch dreischiffige Basilika mit einem Querschiff und einen achteckigen Vierungsturm mit einem kupfergedeckten Faltdach geht auf Pläne des Kölner Architekten August Carl Lange zurück. Die Kirche wurde von 1877 bis 1880 erbaut und konnte am 21. Dezember 1880 geweiht werden. Das heute noch stehende Pfarrhaus konnte 1884 ebenfalls vom Kölner Architekten Lange errichtet werden, nachdem noch Geld und Ziegelsteine übriggeblieben waren. 1894 wurde die Aplerbecker Gemeinde eine selbständige Pfarrei. Der Name der Kirche und der Gemeinde bezieht sich auf die Legende der Brüder Ewaldi, die laut lokaler Überlieferung ihr Martyrium in Aplerbeck erlitten haben sollen.

### Die zweite St.-Ewaldi-Kirche von 1971

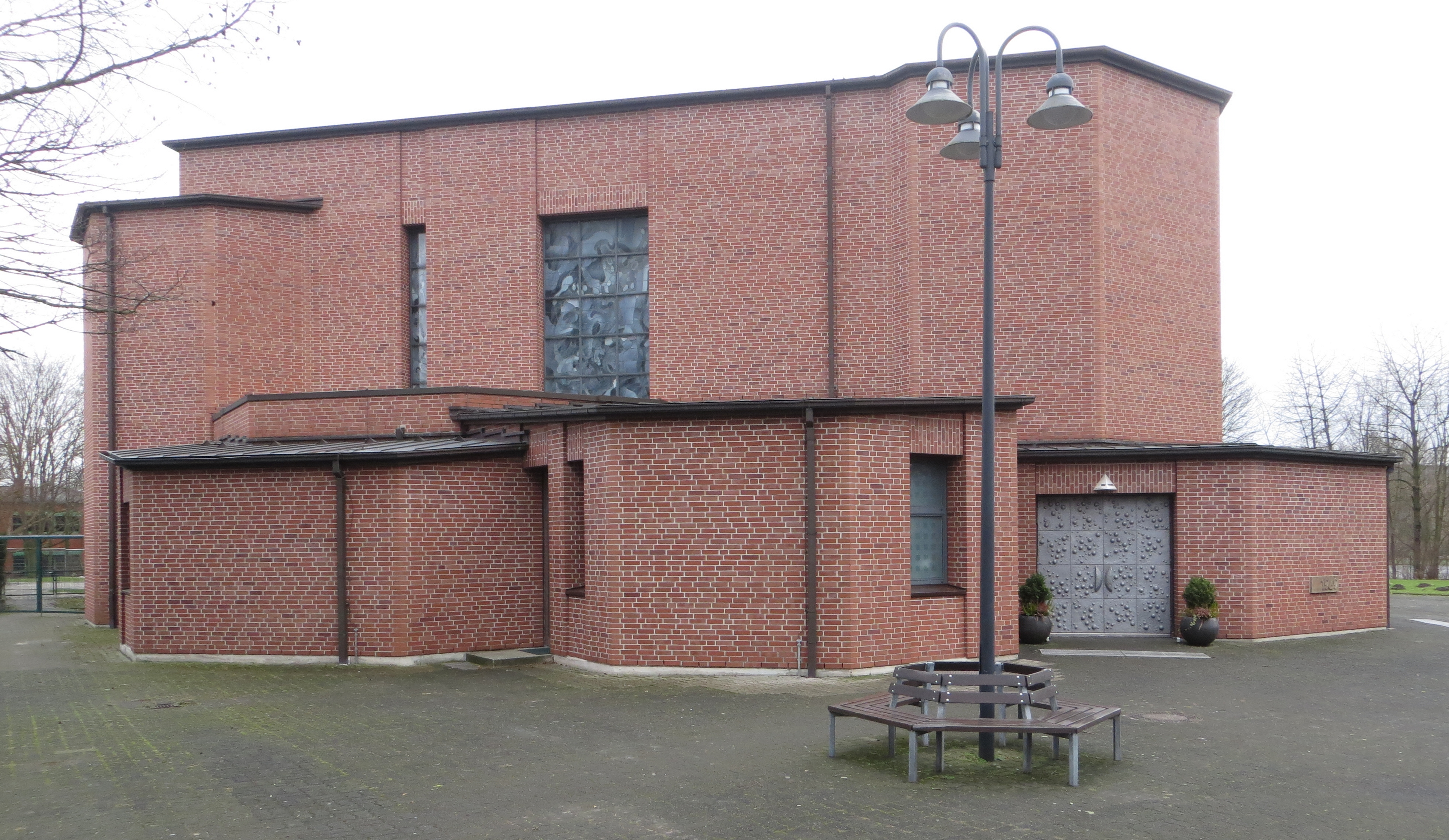
St.-Ewaldi-Kirche von 1971

Da die Gemeinde auch nach dem Krieg stark anwuchs, erwies sich die alte Kirche von 1880 als zu klein. Eine neue, größere Kirche wurde von 1968 bis 1971 südöstlich der alten Kirche gebaut. Die alte Pfarrkirche wurde 1974 abgerissen, was von vielen Aplerbeckern bis heute sehr bedauert wird. Architekt der neuen Kirche war Aloys Sonntag. Der Grundriss der Kirche beruht auf einem Quadrat umgeben von achteckigen Nischen, den sogenannten Konchen. Dadurch bekam das Gebäude eine kreisförmige Ausrichtung und kein Langschiff. Die Fenster wurden von Wilhelm Buschulte gestaltet. Jedes der modern gestalteten Fenster hat ein anderes Thema.

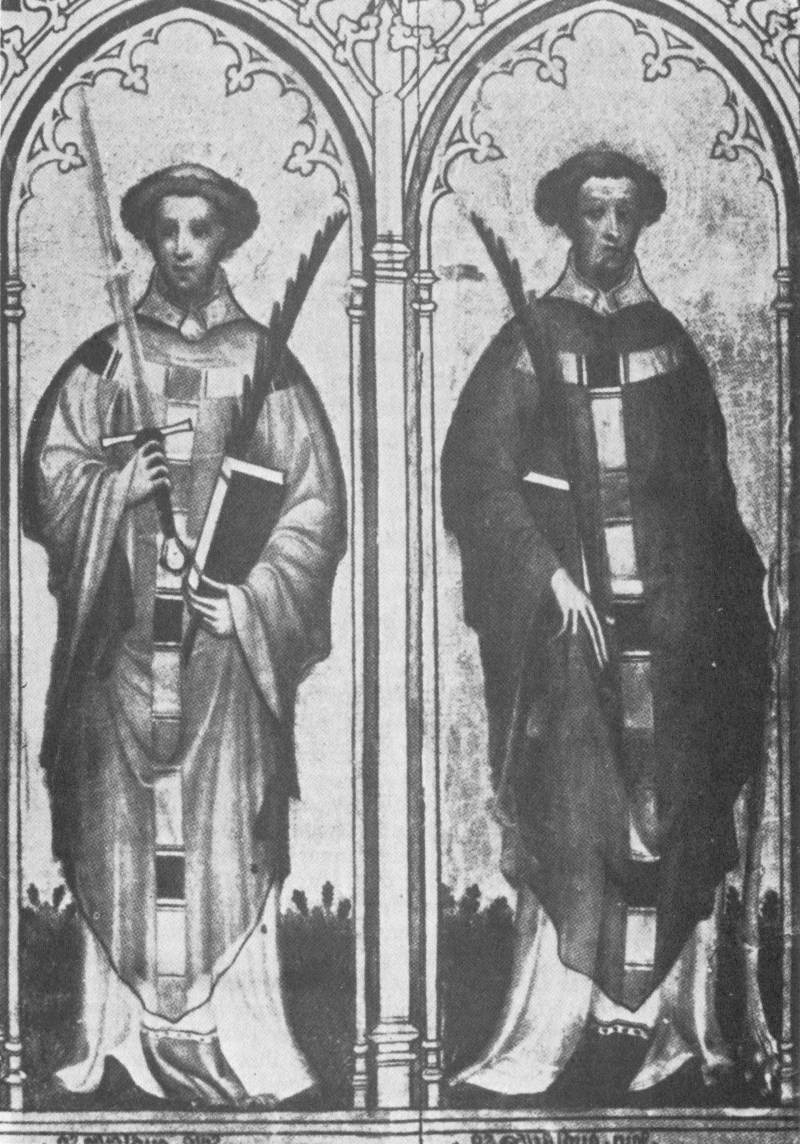
Brüder Ewaldi

Nach Sanierungen in den Jahren 1991 und 1992 wurde die Kirche 2008 umgebaut. Die Kirche war nicht mehr zu klein, sondern zu groß für die Gemeinde. Der Grundriss der Kirche wurde geändert, eine Kapelle teils in, teils an die Kirche angebaut. Diese Kapelle dient heutigen Gottesdiensten, wenn nur geringe Besucherzahlen erwartet werden.

## Ausstattung

### Orgel
Neu aufgebaut wurde die Orgel der St.-Ewaldi-Kirche 1987 durch die Orgelbaufirma Siegfried Sauer aus Höxter. Sie verfügt über Schleifladen mit mechanischer Spieltraktur und elektrischer Registertraktur. Acht der Register der neuen Orgel stammen aus der Vorgängerorgel der ersten St.-Ewaldi-Kirche.
Insgesamt besitzt die Orgel 30 Register, die sich auf das Haupt-, Schwell- und Pedalwerk verteilen. Von den insgesamt 2092 Pfeifen sind 142 aus Holz, die anderen aus Metall. Die größte Pfeife misst 3,15 m, die kleinste Pfeife 4 mm.
Die Disposition der Orgel St. Ewaldi lautet:
| I Hauptwerk C–g3 |       |
| Bordun           | 16′   |
| Prinzipal        | 08′   |
| Rohrflöte        | 08′   |
| Oktave           | 04′   |
| Gedecktflöte 0   | 04′   |
| Quinte           | 2 ⁄3′ |
| Oktave           | 02′   |
| Mixtur V–VI      | 02′   |
| Zimbel III       | 01⁄2′ |
| Trompete         | 08′   |

| II Schwellwerk C–g3 |        |
| Holzflöte           | 08′    |
| Salicional          | 08′    |
| Vox coelestis       | 08′    |
| Prinzipal           | 04′    |
| Gemshorn            | 04′    |
| Nasat               | 2 ⁄3′  |
| Waldflöte           | 02′    |
| Terz                | 1 3⁄5′ |
| Quinte              | 1 ⁄3′  |
| Scharf IV           | 01′    |
| Holzdulcian         | 16′    |
| Rohrschalmey 0      | 08′    |
| Tremulant           |        |

| Pedal C–f1     |       |
| Subbaß         | 16′   |
| Oktavbaß       | 08′   |
| Gedecktbaß     | 08′   |
| Choralbaß      | 04′   |
| Nachthorn      | 02′   |
| Hintersatz IV  | 2 ⁄3′ |
| Posaune        | 16′   |
| Holztrompete 0 | 08′   |

- Koppeln: II/I (elektrisch), I/P, II/P
- Spielhilfen: 32fache Setzeranlage, Registerfessel, Sequenzschaltung
- Nebenregister: Zimbelstern, Glockenspiel c–d3

### Altarkreuz
Das Triumphkreuz hinter dem Altar stammt aus der Übergangszeit von der Romanik zur Gotik, das Original wird auf etwa 1250 datiert. Es befindet sich als Leihgabe der evangelischen Kirchengemeinde Aplerbeck im Museum für Kunst und Kulturgeschichte Dortmund. In der Kirche befindet sich ebenso wie in der evangelischen Georgskirche eine Kopie des Kreuzes. Auf einem Krückenkreuz in roter Färbung mit einer blauen Einfassung befindet sich eine Christusgestalt mit Nimbus und Krone als lebender Christus mit nach rechts geneigtem Kopf, gelocktem Haar und Bart. Er zeigt einen sanften Gesichtsausdruck. Um die Hüfte, zur rechten Seite geknotet trägt er ein Lendentuch mit einem schön ausgearbeiteten Faltenwurf. Die Grundzüge der Gestalt, besonders die stark ausgeprägten Rippenbögen und die Profilierung der Bauchpartie weisen auf romanischen Einfluss hin, die überschlagenen und mit einem Fußnagel fixierten Füße zeigen einen gotischen Einfluss.

### Taufbecken
Das Taufbecken, auf dem unter anderen die Brüder Ewaldi zu sehen sind, stammt vom Kölner Bildhauer Toni Zenz. 1982 wurde es in der Kirche aufgestellt.

### Glocken
Die Glocken von St. Ewaldi wurden 1948 neu gegossen. Drei Glocken konnten nach dem Krieg von der Gemeinde erworben werden. Die Weiße-Ewald-Glocke erklingt mit dem Ton „g“, die Schwarze-Ewald-Glocke mit dem Ton „e“ und die Josefs-Glocke mit dem Ton „a“. Eine weitere Glocke kam 1950, die Theodor-Glocke, gestimmt auf den Ton „d“, gestiftet von einem Gemeindemitglied. Beim Abriss der alten Ewaldikirche, wurden die Glocken an der neuen Kirche aufgestellt. Erst im Jahre 1980 bekam die Ewaldikirche einen neuen Glockenturm, einen Campanile. Er ist von der Kirche getrennt und steht auf einen begehbaren Betonsockel. Der achteckige Turm besteht aus vier Turmsegmenten, die aus Sichtbeton hergestellt und aufeinander gesetzt wurden. Er besitzt keine Turmhaube, lediglich ein Flachdach mit einem Seitenkreuz.